# 조호쿠 중앙공원

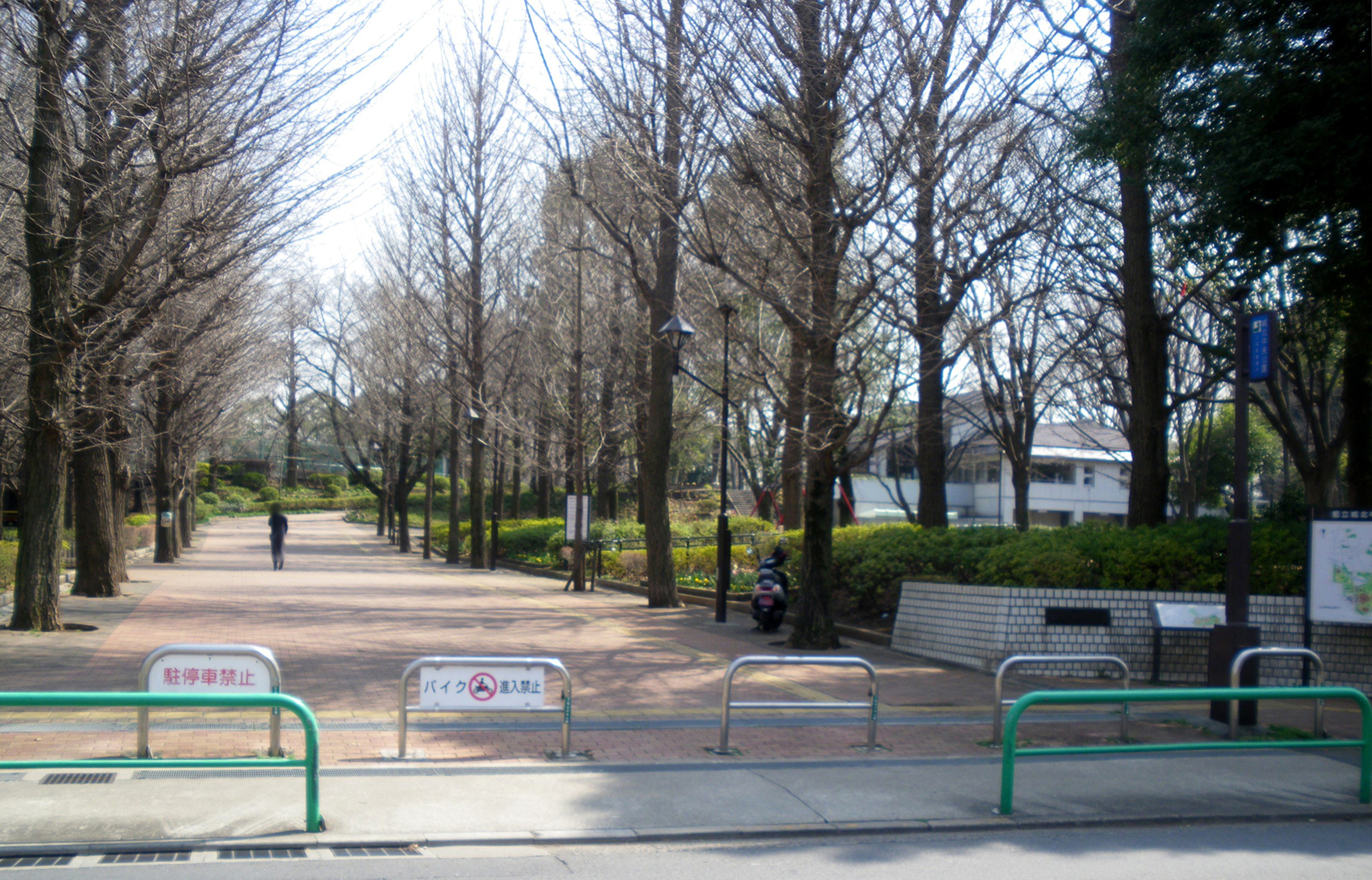
조호쿠 중앙공원 입구

조호쿠 중앙공원(일본어: 城北中央公園 조호쿠추오코엔[*])는 일본 도쿄도 네리마구에서 이타바시구에 걸쳐 있는 공원이다. 공원 내에 운동장, 테니스장 등 운동 시설이 있다.

## 같이 보기
- 일본의 국립공원